# Frickingen
Frickingen er en kommune i Bodenseekreis i den tyske delstat Baden-Württemberg.

## Geografi
Kommunen ligger i Oberen Salemer Tal i Linzgau midt i landskbsparken Bodensee-Linzgau, omkring fire kilometer nord for Salem.

### Distrikter
Ud over Frickingen hører landsbyerne Altheim, Bruckfelden og Leustetten til kommunen.

## Historie
Frickingen nævnes første gang i 1094 i et skrift fra det schweiziske Kloster Allerheiligen i Schaffhausen.
Den nuværende kommune blev dannet 1. Januar 1973 ved en sammenlægning af de tidligere kommuner Altheim, Frickingen og Leustetten .